# Шройф, Вильям
Вильям Шройф (словац. Viliam Schrojf, 2 августа 1931, Прага, Чехословакия — 1 сентября 2007, Братислава, Словакия) — чехословацкий футболист, вратарь. Вице-чемпион мира 1962 года и лучший вратарь чемпионата мира 1962, обладавший уникальной реакцией.

## Карьера

### Клубная
Уроженец Праги, Шройф начал свою футбольную карьеру в команде «Адмира XIII». Отслужил два года в войсках ЧССР, выступал за клуб «Кржидла Власти» из Оломуца. С 1955 года выступал в течение 10 лет в братиславском клубе «Слован» и помог построить совершенно новую команду, которой руководил тренер Леопольд Штясны, завоевав уже в 1955 году титул чемпиона Чехословакии. Всего он провёл 240 матчей за «Слован». В 1965 году он перешёл на один сезон в «Локомотив» из Кошице, а через год отправился в Австралию выступать за мельбурнскую «Славию» (там выступали эмигранты из Чехословакии). Завершил основную карьеру игрока в 1973 году, отыграв 4 года в австрийском «Фёрсте», ещё 4 года был играющим тренером в другом австрийском клубе «Китзе».

### В сборной
Дебют Шройфа в сборной состоялся 4 октября 1953 в матче против венгров. Вильям провёл всего 45 минут на поле (до него играл Имрих Стахо). В отличие от Стахо, Шройф всего один раз позволил венграм забить в чехословацкие ворота. Итог — 1:4 в пользу Венгрии. Тем не менее, Шройф был включён в заявки сборной на чемпионаты мира 1954 и 1958 годов, а также стал бронзовым призёром первого чемпионата Европы, уступив в полуфинале будущему чемпиону из СССР и обыграв в утешительном матче хозяев из Франции.
Высшим достижением Шройфа является игра на чемпионате мира 1962 года, когда сборной руководил Рудольф Вытлачил. В группе его команда обыграла испанцев 1:0, сыграла вничью с бразильцами 0:0 и уступила мексиканцам 1:3. В 1/4 финала против венгров гол Адольфа Шерера принёс победу чехословакам 1:0, а блестящая игра Шройфа позволила чехам выйти в полуфинал, где со счётом 3:1 был побеждён ещё один представитель соцлагеря — Югославия. Вплоть до финальной игры Шройф доводил нападающих противника до отчаяния, не позволяя им реализовывать свои голевые моменты. К несчастью, именно в финальной игре Шройф не смог справиться со своей задачей, и титул чемпионов мира уплыл из рук сборной Чехословакии. При счёте 1:0 (гол забил на 16-й минуте Йозеф Масопуст) Шройф прозевал бразильскую атаку, которая состоялась уже через минуту после гола Масопуста. Ожидая навеса от бразильского игрока Амарилдо, Шройф не успел толком среагировать, как бразилец с очень острого угла пробил по воротам. Бразильцы сравняли счёт 1:1, и с этого момента чехословаки потеряли инициативу. На 69-й минуте Зито второй раз огорчил Шройфа, а на 78-й Вава забил победный гол, который получился нелогичным: в момент удара Шройфа на несколько секунд ослепило яркое чилийское солнце, и он просто не успел среагировать на удар. Несмотря на поражение, в качестве утешения Шройфа наградили призом лучшего вратаря чемпионата мира 1962.
После чемпионата мира Шройф играл в нескольких матчах отбора к чемпионату Европы 1964 и чемпионату мира 1966, но ни на один из этих турниров Чехословакия не попала. Всего же он сыграл на трёх чемпионатах мира, что является уникальным достижением.

#### Список игр
| Дата       | Место            | Противник  | Счёт           | Тип матча           | Голы | Сыграл (мин) |
| 4.10.1953  | Прага            | Венгрия    | 1:5            | товарищеский        | 0    | 45           |
| 5.6.1955   | Брюссель         | Бельгия    | 3:1            | товарищеский        | 0    | 90           |
| 2.10.1955  | Прага            | Венгрия    | 1:3            | товарищеский турнир | 0    | 90           |
| 8.8.1956   | Сан-Пауло        | Бразилия   | 1:4            | товарищеский        | 0    | 17           |
| 12.8.1956  | Монтевидео       | Уругвай    | 1:2            | товарищеский        | 0    | 34           |
| 19.8.1956  | Буэнос-Айрес     | Аргентина  | 0:1            | товарищеский        | 0    | 90           |
| 26.8.1956  | Сантьяго-де-Чили | Чили       | 0:3            | товарищеский        | 0    | 90           |
| 18.10.1959 | Брно             | Дания      | 5:1            | ЧЕ-1960             | 0    | 90           |
| 1.5.1960   | Прага            | Австрия    | 4:0            | товарищеский        | 0    | 90           |
| 29.5.1960  | Братислава       | Румыния    | 3:0            | ЧЕ-1960             | 0    | 90           |
| 6.7.1960   | Марсель          | СССР       | 0:3            | ЧЕ 1960             | 0    | 90           |
| 9.7.1960   | Марсель          | Франция    | 2:0            | ЧЕ-1960             | 0    | 90           |
| 30.10.1960 | Прага            | Нидерланды | 4:0            | товарищеский        | 0    | 90           |
| 26.3.1961  | Прага            | Швеция     | 2:1            | товарищеский        | 0    | 90           |
| 29.4.1961  | Острава          | Мексика    | 2:1            | товарищеский        | 0    | 90           |
| 14.5.1961  | Братислава       | Шотландия  | 4:0            | отбор ЧМ-1962       | 0    | 90           |
| 26.9.1961  | Глазго           | Шотландия  | 2:3            | отбор ЧМ-1962       | 0    | 90           |
| 8.10.1961  | Дублин           | Ирландия   | 3:1            | отбор ЧМ-1962       | 0    | 90           |
| 29.10.1961 | Прага            | Ирландия   | 7:1            | отбор ЧМ-1962       | 0    | 90           |
| 29.11.1961 | Брюссель         | Шотландия  | 2:2 (д.в. 4:2) | отбор ЧМ-1962       | 0    | 120          |
| 7.4.1962   | Гётеборг         | Швеция     | 1:3            | товарищеский        | 0    | 90           |
| 22.4.1962  | Прага            | Уругвай    | 3:1            | товарищеский        | 0    | 90           |
| 31.5.1962  | Винья-дель-Мар   | Испания    | 1:0            | ЧМ-1962             | 0    | 90           |
| 2.6.1962   | Винья-дель-Мар   | Бразилия   | 0:0            | ЧМ-1962             | 0    | 90           |
| 7.6.1962   | Винья-дель-Мар   | Мексика    | 1:3            | ЧМ-1962             | 0    | 90           |
| 10.6.1962  | Ранкагуа         | Венгрия    | 1:0            | ЧМ-1962             | 0    | 90           |
| 15.6.1962  | Винья-дель-Мар   | Югославия  | 3:1            | ЧМ-1962             | 0    | 90           |
| 17.6.1962  | Сантьяго-де-Чили | Бразилия   | 1:3            | ЧМ-1962             | 0    | 90           |
| 16.9.1962  | Вена             | Австрия    | 6:0            | товарищеский        | 0    | 90           |
| 28.10.1962 | Братислава       | Польша     | 2:1            | товарищеский        | 0    | 90           |
| 21.11.1962 | Берлин           | ГДР        | 1:2            | отбор ЧЕ-1964       | 0    | 90           |
| 29.5.1963  | Братислава       | Англия     | 2:4            | товарищеский        | 0    | 90           |
| 2.6.1963   | Прага            | Венгрия    | 2:2            | товарищеский        | 0    | 90           |
| 11.4.1964  | Флоренция        | Италия     | 0:0            | товарищеский        | 0    | 90           |
| 29.4.1964  | Людвигсхафен     | ФРГ        | 4:3            | товарищеский        | 0    | 90           |
| 13.9.1964  | Варшава          | Польша     | 1:2            | товарищеский        | 0    | 90           |
| 11.10.1964 | Будапешт         | Венгрия    | 2:2            | товарищеский        | 0    | 90           |
| 25.4.1965  | Братислава       | Португалия | 0:1            | отбор ЧМ-1966       | 0    | 90           |
| 30.5.1965  | Бухарест         | Румыния    | 0:1            | отбор ЧМ-1966       | 0    | 90           |

## После карьеры игрока
Вильям Шройф удостоился после завершения карьеры игрока ещё одной награды: в 2003 году УЕФА включила его в список 50 величайших игроков второй половины XX века. Скончался он 1 сентября 2007 спустя почти месяц после своего 76-летия. Только на следующий день на словацком телевидении, радио и в газетах было сообщено о кончине известного вратаря. Причина смерти не была названа.